# Tayside Musketeers
Il Tayside Musketeers Basketball Club è una società di pallacanestro, fondata nel 1993 ad Arbroath con la denominazione di Arbroath Musketeers. Nel 2010, riscuotendo una ampia adesione di atleti nell'area di Angus, si unisce alla formazione dei Dundee Sharks cambiando denominazione in Tayside Musketeers.
La squadra gioca presso la Craigowl Primary School di Dundee e l'Arbroath Sports Centre. Oltre a partecipare alla Scottish Men's National League con la formazione senior (sia maschile che femminile), il Musketeers è molto attiva in ambito giovanile con formazioni Under 18 (con vittorie in Scottish Cup nel 1996 e 2002, National League Division 1 nel 2001 e 2013) ed Under 16 (Scottish Cup nel 1995 e 2000, National League Division 1 nel 1994, 2000 e 2011).

## Statistiche
| Stagione            | Div.                | Pos. | Partite | Vinte | Perse | Punti | Play Offs        | Scottish Cup               |
| ------------------- | ------------------- | ---- | ------- | ----- | ----- | ----- | ---------------- | -------------------------- |
| Arbroath Musketeers |                     |      |         |       |       |       |                  |                            |
| 1993–1994           | U16 NL West         | /    | /       | /     | /     | /     | /                | Semifinalista (U16)        |
| 1994–1995           | U18 NL Div. 1       | /    | /       | /     | /     | /     | /                | Semifinalista (U18)        |
| 1995–1996           | U18 NL Div. 1       | /    | /       | /     | /     | /     | /                | Vincitore (U18)            |
| 1996–1997           | U18 NL Div. 1       | /    | /       | /     | /     | /     | /                | /                          |
| 1997–1998           | U18 NL Div. 2       | 1°   | /       | /     | /     | /     | /                | /                          |
| 1998–1999           | U18 NL Div. 1       | /    | /       | /     | /     | /     | /                | /                          |
| 1999–2000           | U18 NL Div. 2       | 1°   | /       | /     | /     | /     | /                | /                          |
| 2000–2001           | U18 NL Div. 1       | 1°   | /       | /     | /     | /     | /                | /                          |
| 2001–2002           | U18 NL Div. 1       | /    | /       | /     | /     | /     | /                | Vincitore (U18)            |
| 2002–2003           | SNBL                | 10°  | 18      | 0     | 18    | 18    | Non Qualificata  | /                          |
| 2003–2004           | SNL Junior Men      | /    | /       | /     | /     | /     | /                | /                          |
| 2004–2005           | SNL Junior Men      | /    | /       | /     | /     | /     | /                | /                          |
| 2005–2006           | SNL Junior Men      | /    | /       | /     | /     | /     | /                | /                          |
| 2006–2007           | SNL Junior Men      | /    | /       | /     | /     | /     | /                | /                          |
| 2007–2008           | U18 NL Gold Section | /    | /       | /     | /     | /     | /                | /                          |
| 2008–2009           | U18 Div. 1          | /    | /       | /     | /     | /     | /                | /                          |
| 2009–2010           | U18 Div. 1          | /    | /       | /     | /     | /     | /                | /                          |
| Tayside Musketeers  |                     |      |         |       |       |       |                  |                            |
| 2010–2011           | U18 Div. 1          | 8°   | 14      | 0     | 14    | 14    | Non Qualificata  | Sedicesimi di Finale (U18) |
| 2011–2012           | U18 Div. 1          | 2°   | 14      | 9     | 5     | 23    | Quarti di Finale | Finalista (U18)            |
| 2012–2013           | U18 Div. 1          | 1°   | 18      | 16    | 2     | 34    | Finalista        | Finalista (U18)            |
| 2013–2014           | U18 Div. 1          | 5°   | 10      | 5     | 5     | 27    | Quarti di Finale | Semifinalista (U18)        |
| 2014–2015           | SNBL                | 10°  | 22      | 5     | 17    | 27    | Non Qualificata  | Quarti di Finale           |
| 2015–2016           | SNBL                | 8°   | 18      | 4     | 14    | 22    | Quarti di Finale | Secondo Turno              |